# Upton County
Upton County är ett administrativt område i delstaten Texas, USA. År 2010 hade county 3 355 invånare. Den administrativa huvudorten (county seat) är Rankin. 

## Geografi
Enligt United States Census Bureau så har countyt en total area på 3 217 km². 3 217 av den arean är land och 0 km² är vatten.  

### Angränsande countyn
- Midland County - norr
- Reagan County - öster
- Crockett County - söder
- Crane County - väster
- Ector County - nordväst

## Städer och samhällen
- McCamey
- Midkiff
- Rankin